# 옥텟 규칙

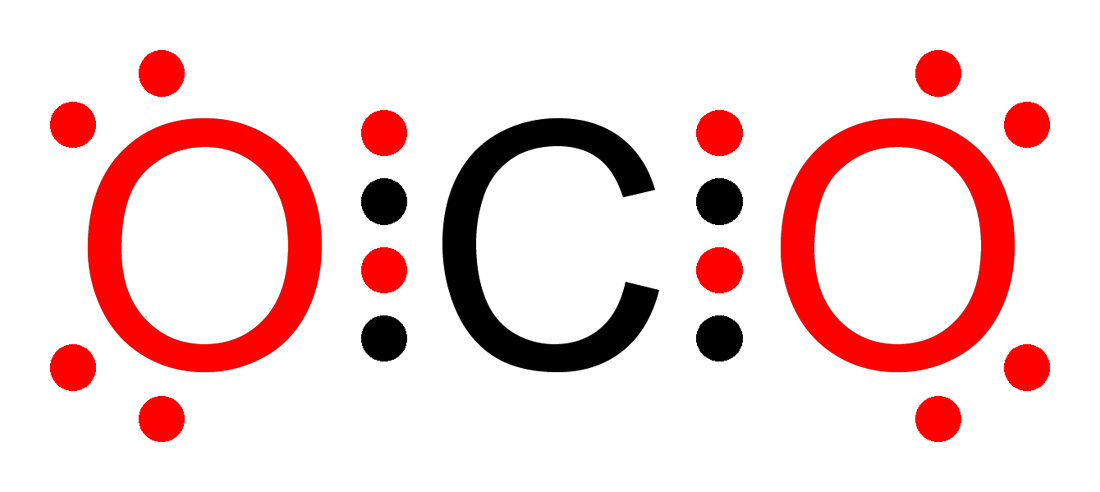
루이스 전자점식으로 표현한 이산화탄소 분자의 결합 상태. 각 원자는 옥텟 규칙에 맞게 8개의 전자로 둘러싸여 있다.

옥텟 규칙(octet rule), 8전자 규칙은 분자를 이루는 각각의 원자는 비활성 기체처럼 전자가 최외각 껍질에 8개가 들어갔을 때 가장 안정된 상태라고 하는 화학의 경험적 규칙이다.
이 규칙은 주로 탄소, 질소, 산소와 할로젠 원소 등 주기율표의 s-구역, p-구역 원소들에 부합한다. 다른 원소들에 적용되는 유사한 규칙으로는 최외각전자가 1s 원자 궤도에 들어가는 수소와 헬륨의 듀엣 규칙, 전이금속 원소들에 적용되는 18 전자 규칙이 있다. 일반적으로 옥텟 규칙을 만족하는지 파악하기 위해서는 공유 전자쌍과 비공유 전자쌍이 그려진 루이스 전자점식을 활용한다.

## 원자가 전자를 이용한 표현
옥텟 규칙을 다른 식으로는 원자가 전자라는 표현으로 대체해 표현할 수 있는데, 원자가 전자는 바닥상태에서 반응에 참여할 수 있는 전자의 수와 같다. 원자가 전자는 바닥상태에서 반응에 참여할 수 있는 전자의 수로, 18족 원소를 제외한 나머지 족에 해당하는 원소는 원자가 전자 수와 최외각 전자 수와 같다. 18족 원소는 반응에 참여하지 않는 원소로 비활성기체라고 불리는데, 이런 비활성기체는 다른 물질과 반응하지 않으므로 원자가 전자의 수가 0이다. 따라서 이런 비활성기체의 최외각 전자 수를 만족함으로써 원자가 다른 원소와 잘 반응하지 않는 비활성기체의 성질을 만족하는 것이 옥텟 규칙의 목적이다.
이런 옥텟 규칙을 만족하는 원자들은 주위에서 쉽게 찾을 수 있는데, 대표적인 예시가 산소와 질소이다. 우리가 일상생활에서 부르는 산소와 질소는 원자 단독 형태가 아니라 원자 두 개가 공유결합을 하는 형태로 존재하는데, 이때 공유결합이 각 원자에서 옥텟 규칙을 만족하게 만들어 두 원자가 안정한 분자 상태로 존재하게 된다. 가령 O2, N2 가 이에 해당한다.

## 듀엣 규칙
공유결합상태의 수소나 1주기 금속 원소들은 헬륨과 같은 형태인 최외각 전자 수를 2개로 맞추는 듀엣 규칙(duet rule)을 따른다. 따라서 H가 단독적으로 있을 때보다 H-H (H2)의 결합을 한 상태가 안정하므로 자연계의 수소 대부분은 이 상태로 존재한다.

## 확장된 정의
그런데 위에서 설명된 바와 다르게, 옥텟 규칙은 일반적 정의대로 쓰이는 경우는 극히 제한적이다. 그래서 옥텟 규칙은 일반적 의미보다는 확장된 의미로 사용되는 경우가 많다. 이때 확장된 옥텟 규칙을 사용할 때에는 다른 전자에 관한 규칙을 동반하여 분자의 구조를 설명한다. 보통 3주기 이상의 원소에서 확장된 옥텟 규칙이 적용된다. 가령 공명 구조를 만족하는 오존과 이산화 질소나 중심원자의 최외각 전자가 8개를 넘어가는 황산이나 오염화인이 예가 된다.

### 공명구조[1]
어떤 화합물의 경우 한 개의 루이스 구조만으로는 실제 분자를 나타내기 어려운 경우가 존재한다. 이러한 루이스 구조를 갖는 분자를 공명 구조를 갖는다고 말한다. 공명 구조는 분자의 전자 구조를 명확하게 표현한 실제 구조가 아니라 가상의 혼성구조이다. 벤젠은 탄소 6개짜리 고리모양의 분자로 공명구조이다. 그런데 탄소의 총 전자쌍의 수는 4개로 옥텟규칙을 만족한다.

### 배위결합[2]
배위결합은 화학결합을 이루고 있는 물질이 복잡한 구조를 하고 있기에 붙여진 이름이다. 가령 암모니아(NH3)에서 중심원자인 N는 옥텟 규칙을 모두 만족하면서, H는 듀엣규칙을 만족하는 안정한 분자인데, 이때 결합에 참여하지 않는 비공유전자 1쌍이 전자를 갖고 있지 않은 수소 이온(H+)와 결합하려 하는데 이 때 암모니아는 양성자 받개(수소이온은 양성자로 이루어진 이온이다)가 되어 염기가 되고, 수소이온은 비공유 전자쌍에 결합하여 암모늄이온(NH4+)가 형성된다. 수소이온은 질소의 전자수에 변화를 주지 않으므로 질소는 옥텟 규칙을, 수소는 듀엣 규칙을 만족하는 안정된 상태가 된다.

## 예외
위에서 언급한 대로 옥텟 규칙은 주로 2주기 원소들에 적용된다. 옥텟 규칙을 벗어나는 예외적인 경우는 불완전한 팔전자의 경우, 전자 수가 홀수인 경우, 전자수 중심 원자 주위에 원자가전자가 8개를 초과하는 경우인 3가지 범주로 나눌 수 있다.

### 불완전한 팔전자계
어떤 화합물에서는 중심 원자 주위의 전자수가 8개보다 적어도 그 분자가 안정할 때가 있다. 가령 2주기 원소이며 알칼리 토금속인 베릴륨(Be)를 생각해보자. 베릴륨은 2s궤도에 원자가전자가 2개가 있다. 기체 상태에서는 BeH2는 분자로 존재하므로 H-Be-H라는 루이스 구조식으로 나타낼 수 있고, 이 구조식에서 알 수 있듯이, Be는 4개의 전자만으로 둘러싸여 있다. 다른 예시로 삼플루오린화 붕소(BF3)도 붕소의 전자수가 6개이므로 옥텟 규칙에 어긋난다.

### 홀수 전자 분자
일산화질소(NO)는 질소가 옥텟규칙을 위반하고 있어 일산화질소는 불안정하다. 이때 일산화질소는 좀 더 안정한 구조인 이산화질소(NO2)로 바뀌려 하는데, 일산화질소(NO)는 대기중의 산소(O2)에서 산소 원자 하나와 추가적으로 결합하면서 이산화질소가 된다. 이렇게 만들어진 이산화질소도 최외각 전자가 7개로 일산화질소와 마찬가지로 옥텟 규칙을 만족하지 못한다. 이러한 홀수 전자 분자를라디칼(radical)이라고 한다.

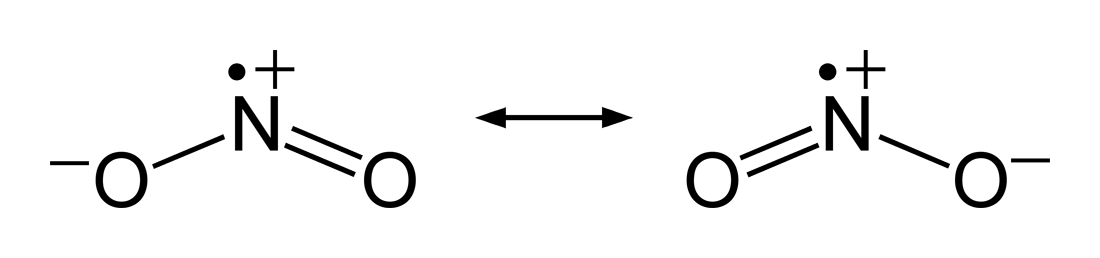
NO2

### 확장
2주기 원소들은 결합을 할 때, 주위에 8개보다 많은 수의 전자를 가질 수 없다. 그러나 주기율표의 3주기부터 그 아래쪽 원소의 경우에는 중심 원자 주위에 8개보다 더 많은 수의 전자가 배열될 수 있다. 3주기 원소들은 3s 및 3p 궤도함수 외에 3d궤도함수를 결합에 이용될 수 있다. SF6를 이 예시로 들 수 있는데, 황(S)의 전자배열은 [Ne]3s2 3p4 로 6개의 원자가전자가 각각 플루오린 원자와 공유결합을 이룬다. 따라서 S원자는 주위에 12개의 전자를 갖는다.

SF6

### 예시

SO2

염화베릴륨(BeCl2)-원자가전자 4개
삼플루오르화 붕소(BF3)-원자가전자 6개

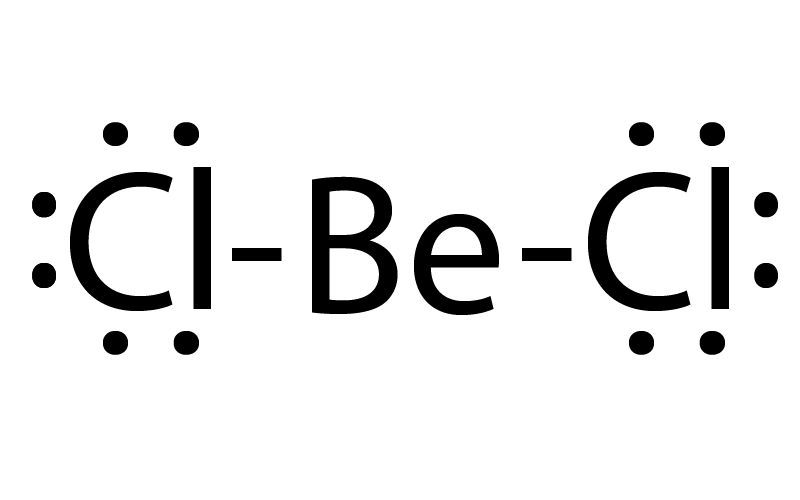
BeCl2

일산화질소(NO)-원자가전자 7개
이산화황(SO2)-원자가전자 10개

오염화인(PCl5) 원자가전자 10개
육플루오린화황(SF6)-원자가전자 12개

## 같이 보기
- 공유 결합
- 공명구조
- 라디칼이온
- 배위결합
- 루이스 전자점식
- 옥텟